# Галерея Спада
Галерея Спада (итал. Galleria Spada) — художественная галерея в римском Палаццо Спада, построенном в середине XVI века архитектором Бартоломео Баронино для кардинала Дж. Каподиферро. Здание декорировано на фасаде и в лоджиях прекрасными гипсами работы Джулио Маццони.

## История
В 1540 году кардинал Джироламо Реканати Каподиферро решил построить в Риме собственный дом и пригласил в качестве архитектора Бартоломео Баронино из Казале-Монферрато. Скульптор Джулио Маццони с помощниками выполнили наружный и внутренний скульптурный декор. Строительство велось в 1548—1550 годах. В 1559 году после смерти кардинала дворец перешёл к его племяннику Пьетро Паоло Миньянелли, а в 1632 году был приобретён кардиналом Бернардино Спада. Желая превратить палаццо в роскошную семейную резиденцию, новый владелец предпринял дорогостоящую реконструкцию, руководить которой было поручено одному из лучших архитекторов своего времени — Франческо Борромини.
Галерея, расположенная на бельэтаже, демонстрирует художественные предпочтения кардинала, связанные с эстетикой стиля барокко. Позднее прибавились дополнения других членов семьи — Вирджинио и Орацио Спада, а также Филиппо Спада, правнук Бернардино — в конце XVII в. Картинная галерея Палаццо Спада, открытая в 1951 году после кропотливой работы по воссозданию коллекции, рассеянной во время Второй мировой войны, занимает четыре большие залы, расписанные фресками, включающие в себя также утварь, античную и современную мебель. Организация собрания хорошо передаёт характерный вид частных коллекций XVII века, где картины расставлены вдоль стен последовательными рядами.
Коллекция включает важные произведения живописи XVII века таких мастеров, как Рени, Гверчино, Карраччи, Доменикино, Солимена, Прети и Артемизиа Джентилески; кроме того, ценные работы северной школы (Бамбоччо и Валентин) и Тициан. Среди предметов утвари выделяются две прекрасные люстры из стекла Мурано и глобусы голландского картографа Гульельмо Бло. В Зале собраний (Salone delle Adunanze) — колоссальная статуя, предположительно, Помпея.